# Alessia Polieri
Alessia Polieri (Castel San Pietro Terme, 21 ottobre 1994) è una nuotatrice italiana.

## Carriera
Farfallista e mistista e tesserata per la società Imolanuoto, è entrata in nazionale nel 2009 partecipando agli europei giovanili di Praga. L'anno successivo ha vinto il suo primo titolo italiano assoluto nei 400 m misti ai primaverili di aprile. Nell'estate ha gareggiato ancora con la nazionale giovanile, e a luglio ai europei di Helsinki ha vinto la medaglia di bronzo nei 400 m misti. Nell'agosto dello stesso anno ha partecipato ai primi Giochi olimpici giovanili di Singapore, arrivando in finale nei 200 m delfino.
Tre mesi dopo, nella stagione in vasca corta 2010-2011, ha debuttato con la nazionale maggiore agli europei di Eindhoven in cui ha vinto la medaglia d'argento nei 200 m delfino dietro a Zsuzsanna Jakabos e precedendo Caterina Giacchetti. È stata finalista anche nei 400 m misti e nei 100 m farfalla. Un mese dopo è stata convocata anche ai campionati mondiali di Dubai come farfallista riuscendo ad entrare in finale (ottava) nella distanza più lunga. Dopo aver vinto nell'aprile 2011 entrambi i titoli dei misti ai primaverili di Riccione è stata convocata a luglio per i suoi primi mondiali assoluti a Shanghai come mistista e delfinista, però in Cina non è andata oltre le batterie in nessuna gara. In agosto ha disputato le gare dei mondiali giovanili di Lima in Perù vincendo l'argento nei 400 m misti e nei 200 m farfalla.
Nel 2012 vince un bronzo sui 200 m farfalla agli europei in vasca corta di Chartres; contestualmente entra nel Gruppi Sportivi Fiamme Gialle.
Nel 2015 vince la medaglia di bronzo in Israele ai Campionati Europei in vasca corta. Nel 2016 vince due argenti ai campionati italiani: sui 200 farfalla e nella staffetta 4x100 mista. Agli Europei di Londra è quinta in finale sui 200 m farfalla. Sempre nel 2016 partecipa ai Giochi olimpici di Rio de Janeiro sui 200 m farfalla.
Il 19 settembre 2017 consegue la laurea in Economia e Commercio a Forlì.

## Gare e piazzamenti
| Campionati mondiali            | ---                     | ---                      | 200 m farfalla          | 200 m misti             | 400 m misti             | ---                                         |
| 2011 Shanghai Cina             | ---                     | ---                      | 27ª in batteria 2'13"65 | 27ª in batteria 2'18"69 | 18ª in batteria 4'45"26 | ---                                         |
| Mondiali in vasca corta        | ---                     | 100 m farfalla           | 200 m farfalla          | ---                     | ---                     | ---                                         |
| 2010 Dubai Emirati Arabi Uniti | ---                     | 14ª in semifinale 58"19  | 8ª 2'06"98              | ---                     | ---                     | ---                                         |
| Europei in vasca corta         | ---                     | 100 m farfalla           | 200 m farfalla          | ---                     | 400 m misti             | ---                                         |
| 2010 Eindhoven Paesi Bassi     | ---                     | 5ª 58"46                 | Argento 2'06"18         | ---                     | 8ª 4'40"08              | ---                                         |
| 2012 Chartres Francia          | ---                     | ---                      | Bronzo 2'06"63          | ---                     | ---                     | ---                                         |
| 2015 Netanya Israele           | ---                     | ---                      | Bronzo 2'04"37          | ---                     | ---                     | ---                                         |
| Giochi del Mediterraneo        | ---                     | ---                      | 200 m farfalla          | ---                     | ---                     | ---                                         |
| 2018 Tarragona Spagna          | ---                     | ---                      | Bronzo 2'08"46          | ---                     | ---                     | ---                                         |
| Giochi olimpici giovanili      | ---                     | 100 m farfalla           | 200 m farfalla          | ---                     | ---                     | 4×100 m st.libero mista                     |
| 2010 Singapore Singapore       | ---                     | 9ª in semifinale 1'01"44 | 7ª 2'15"01              | ---                     | ---                     | 11ª in batteria - 3'42"44 frazione: 1'00"43 |
| Universiadi                    | ---                     | ---                      | 200 m farfalla          | ---                     | ---                     | ---                                         |
| Gwangju 2015 Corea del Sud     | ---                     | ---                      | Argento 2'08"66         | ---                     | ---                     | ---                                         |
| Mondiali giovanili             | ---                     | ---                      | 200 m farfalla          | 200 m misti             | 400 m misti             | 4×100 m mista                               |
| 2011 Lima Perù                 | ---                     | ---                      | Argento 2'09"65         | 7ª 2'17"37              | Argento 4'43"41         | 6ª - 4'10"39 frazione: 1'00"30              |
| Europei giovanili              | 50 m farfalla           | 100 m farfalla           | 200 m farfalla          | 200 m misti             | 400 m misti             | ---                                         |
| 2009 Praga Rep. Ceca           | ---                     | 6ª in batteria 1'01"48   | 6ª 2'14"16              | ---                     | ---                     | ---                                         |
| 2010 Helsinki Finlandia        | 14ª in semifinale 28"50 | 4ª 1'01"21               | squal. in semifinale    | 5ª in batteria 2'20"22  | Bronzo 4'46"71          | ---                                         |

### Campionati italiani
18 titoli individuali e 2 in staffetta, così ripartiti:
- 1 nei 50 m dorso
- 1 nei 100 m farfalla
- 11 nei 200 m farfalla
- 1 nei 200 m misti
- 4 nei 400 m misti
- 2 nella 4x100 m misti

| Anno | Edizione    | dorso 50 m | dorso 200 m | farfalla 100 m | farfalla 200 m | misti 100 m | misti 200 m | misti 400 m | misti 4x100 m |
| ---- | ----------- | ---------- | ----------- | -------------- | -------------- | ----------- | ----------- | ----------- | ------------- |
| 2010 | Primaverili | -          | -           | 3              | -              | -           | 1           | -           |               |
| 2010 | Invernali   | 1          | -           | 1              | 1              | 2           | -           | -           | -             |
| 2011 | Primaverili | -          | -           | -              | 2              | -           | 1           | 1           | -             |
| 2011 | Estivi      | -          | -           | 3              | 1              | 2           | -           | 1           | -             |
| 2011 | Invernali   | -          | -           | -              | 1              | -           | 2           | 3           | -             |
| 2012 | Primaverili | -          | -           | -              | 1              | -           | 2           | 3           | -             |
| 2012 | Invernali   | -          | -           | -              | -              | -           | 3           | 2           | -             |
| 2013 | Primaverili | -          | -           | -              | 2              | -           | -           | -           | -             |
| 2013 | Invernali   | -          | -           | -              | 2              | -           | 3           | -           | 1             |
| 2014 | Primaverili | -          | -           | -              | 2              | -           | -           | -           | 1             |
| 2014 | Invernali   | -          | -           | -              | 1              | -           | -           | -           | 2             |
| 2015 | Primaverili | -          | -           | -              | 1              | -           | -           | 2           | 2             |
| 2015 | Invernali   | -          | -           | -              | 2              | -           | -           | -           | 2             |
| 2016 | Primaverili | -          | -           | -              | 2              | -           | -           | -           | 2             |
| 2016 | Invernali   | -          | -           | -              | -              | -           | -           | -           | 3             |
| 2017 | Primaverili | -          | -           | -              | -              | -           | -           | -           | 2             |
| 2017 | Invernali   | -          | -           | 3              | 1              | -           | -           | -           | -             |
| 2018 | Primaverili | -          | -           | -              | 1              | -           | -           | 3           | 3             |
| 2018 | Estivi      | -          | 3           | -              | 1              | -           | -           | 1           | -             |
| 2018 | Invernali   | -          | -           | -              | 1              | -           | -           | -           | -             |
| 2019 | Primaverili | -          | -           | -              | 3              | -           | -           | -           | -             |
| 2019 | Estivi      | -          | -           | -              | 3              | -           | -           | 3           | -             |
| 2020 | Estivi      | -          | -           | -              | -              | -           | -           | 3           | -             |
| 2021 | Invernali   | -          | -           | -              | 3              | -           | -           | -           | -             |
| 2022 | Primaverili | -          | -           | -              | 2              | -           | -           | -           | -             |
| 2022 | Invernali   | -          | -           | -              | 2              | -           | -           | -           | -             |
| 2023 | Primaverili | -          | -           | -              | 3              | -           | -           | -           | -             |
| 2023 | Invernali   | -          | -           | -              | 1              | -           | -           | -           | -             |
| 2024 | Invernali   | -          | -           | -              | 3              | -           | -           | -           | -             |

## International Swimming League
| Stagione 2021   |
| --------------- |
| Aqua Centurions |